# Municipio de Richland (condado de Fulton)
El municipio de Richland (en inglés: Richland Township) es un municipio ubicado en el condado de Fulton en el estado estadounidense de Indiana. En el año 2010 tenía una población de 1181 habitantes y una densidad poblacional de 12,13 personas por km².

## Geografía
El municipio de Richland se encuentra ubicado en las coordenadas 41°8′16″N 86°16′12″O / 41.13778, -86.27000. Según la Oficina del Censo de los Estados Unidos, el municipio tiene una superficie total de 97.39 km², de la cual 97,07 km² corresponden a tierra firme y (0,32 %) 0,32 km² es agua.

## Demografía
Según el censo de 2010, había 1181 personas residiendo en el municipio de Richland. La densidad de población era de 12,13 hab./km². De los 1181 habitantes, el municipio de Richland estaba compuesto por el 97,21 % blancos, el 0,59 % eran afroamericanos, el 0,08 % eran amerindios, el 0,25 % eran asiáticos, el 1,1 % eran de otras razas y el 0,76 % eran de una mezcla de razas. Del total de la población el 2,03 % eran hispanos o latinos de cualquier raza.